# Harald IV de Noruega
Harald Magnusson, más conocido como Harald Gille (Irlanda, ca. 1103 - Bergen, 14 de diciembre de 1136) fue rey de Noruega entre 1130 y 1136. Supuestamente era hijo de Magnus III y una mujer de nombre indeterminado. Su sobrenombre Gille probablemente se origina del gaélico Gilchrist (servidor de Cristo).

## Historia
Harald Gille habría nacido en Irlanda, cuando la isla contaba con una importante población nórdica. Alrededor de 1127 llegó a Noruega, afirmando ser hijo del rey Magnus III, quien había realizado actividades de conquista en las islas británicas y había muerto en Irlanda. Según sus afirmaciones, era hermano del rey Sigurd el Cruzado, quien gobernaba entonces Noruega.
Según las sagas, se sometió exitosamente a la prueba de fuego, tras lo cual fue reconocido por el rey como su hermano. Ambos sellaron un pacto que establecía que Harald no reclamaría el trono mientras Sigurd y el príncipe heredero, Magnus, vivieran. Harald Gille vivió en buenos términos con el rey hasta la muerte de éste. Al morir el monarca en 1130, Harald rompió su promesa y se proclamó rey junto a su sobrino, Magnus. La guerra entre ambos no tardó en estallar, y Harald pudo derrotar a su rival en 1135, dejándolo ciego y mutilado, y lo encerró en un convento.
Harald pudo gobernar solo con un fuerte apoyo de la población, pero su vida acabaría repentinamente al año siguiente, 1136, cuando fue asesinado en Bergen mientras dormía, por órdenes de Sigurd Slembe, su supuesto hermano, que había llegado de Irlanda reclamando el trono, no sin antes liberar de su encierro al príncipe Magnus.

## Familia
Harald Gille contrajo matrimonio con la noble sueca Ingrid Ragnvaldsdotter, nieta del rey Inge I de Suecia. Con ella tuvo un hijo, considerado como su único descendiente legítimo:
- Inge I (1135-1161): rey de Noruega.

Con diversas concubinas tuvo la siguiente descendencia:
- Brígida: reina consorte de Suecia como la esposa de Magnus Henriksen. Posteriormente se casó con el jarl sueco Birger Brosa.
- Sigurd II: rey de Noruega.
- Øystein II: rey de Noruega.
- Magnus Haraldsson: rey de Noruega.
- María Haraldsdotter.
- Margarita.